# Kolonia Górna Grabowo
Kolonia Górna Grabowo [kɔˈlɔɲa ˈɡurna ɡraˈbɔvɔ] (tiếng Đức: Vorwerk Neuhof)  là một khu định cư ở khu hành chính của Gmina Stargard, thuộc huyện Stargardzki, Zachodniopomorskie, ở phía tây bắc Ba Lan. Nó nằm khoảng 9 kilômét (6 mi) phía bắc Stargard và 33 km (21 mi) về phía đông của thủ đô khu vực Szczecin.
Trước năm 1945, khu vực này là một phần của Đức. Đối với lịch sử của khu vực, xem Lịch sử của Pomerania.
Khu định cư có dân số 47 người.